# Ilino (Boljevac)
Ilino (Servisch cyrillisch Илино) is een plaats in de Servische gemeente Boljevac. De plaats telt 121 inwoners (2002).